# La Sofía
La Sofía ist eine Ortschaft und eine Parroquia rural im Kanton Sucumbíos der ecuadorianischen Provinz Sucumbíos. Die Parroquia besitzt eine Fläche von 644,85 km² groß. Das Gebiet ist weitgehend unbewohnt. Beim Zensus 2010 wurden 104 Einwohner gezählt. Die Parroquia La Sofía wurde am 30. April 1969 gegründet.

## Lage
Die Parroquia La Sofía liegt im Norden von Ecuador nahe der kolumbianischen Grenze. Das Verwaltungsgebiet erstreckt sich entlang der Ostflanke der Cordillera Real. Der Río Cofanes, rechter Quellfluss des Río Aguarico, begrenzt das Areal im Südosten. Dessen rechter Nebenfluss Río El Dorado fließt entlang der südwestlichen Verwaltungsgrenze nach Südosten. Im äußersten Westen erreicht das Verwaltungsgebiet den Hauptkamm der Cordillera Real mit der kontinentalen Wasserscheide. Die Parroquia wird über den Río Cofanes entwässert.
Das 1520 m hoch gelegene Verwaltungszentrum befindet sich am Ostufer des Oberlaufs des Río Cofanes. Es befindet sich knapp 17 km  südwestlich des Kantonshauptortes La Bonita. Ein etwa 15 km langer Fahrweg zweigt nahe La Bonita von der Fernstraße E10 nach Südwesten ab und führt zum Verwaltungszentrum von La Sofía.
Die Parroquia La Sofía grenzt im Norden an die Parroquia El Playón de San Francisco, im Nordosten an die Parroquia La Bonita, im Osten an die Parroquia Rosa Florida, im Südosten und im Südwesten an die Parroquias Puerto Libre und El Reventador (beide im Kanton Gonzalo Pizarro) sowie im Westen an die Provinz Imbabura mit den Parroquias San Francisco de Sigsipamba und Chugá (beide im Kanton Pimampiro) sowie an die Provinz Carchi mit der Parroquia Monte Olivo im Kanton Bolívar.

## Ökologie
Im äußersten Süden der Parroquia befindet sich im Nationalpark Cayambe Coca.